# Cheboygan (Michigan)
La ville de Cheboygan (en anglais [ʃɛˈbɔɪɡən]) est le siège du comté de Cheboygan, situé dans l’État du Michigan, aux États-Unis. Sa population s’élevait à 4 876 habitants lors du recensement de 2010, estimée à 4 726 habitants en 2016.